# 南方就正
南方 就正（みなみがた なりまさ）は、戦国時代から江戸時代初期にかけての武将。毛利氏の家臣。

## 出自
南方氏は元々中原氏の庶流・門司氏の一門、大積（おおつみ）系門司氏の出身で、豊後国の大友氏や安芸国の厳島神主家と同族にあたる。延元元年（1337年）頃に安芸国山県郡南方の地頭となり、名字を「南方」と称した。就正の父・元次の代に毛利興元に仕えた。

## 生涯
天文14年（1545年）、南方元次の次男として生まれる。毛利元就から「就」の偏諱を与えられ、「就正」と名乗った。
弘治3年（1557年）、兄の就由に代わって南方氏の家督を相続し、山口の防衛拠点の一つである周防国右田ヶ岳城の城代となって毛利氏の山口支配に従事した。
永禄5年（1562年）、石見国の松山城（川上城）攻めの際に武功を挙げた。
永禄11年（1568年）4月1日、毛利元就と毛利輝元から安芸国の山手重永名1町7段大の地と、長門国豊浦郡武久の内の40貫の地を与えられる。同年4月13日、元就は平佐就之を使者として山口奉行の国司就信、井上就貞、三吉就良に書状を送り、就正に長門国武久70貫の内の40貫を与えるよう命じている。
永禄12年（1569年）5月、毛利軍が大友氏の立花山城を奪取すると、大友宗麟は周防国の情勢偵察のために同年7月に兵船を周防国吉敷郡の沿岸に派遣。同時期に蜂起した地下人の一揆が大友軍の兵船に味方したため、周防国吉敷郡方面を警備していた就正、山県元重、児玉安信、内藤元輔らは毛利元就の本陣に援軍を要請し、元就が周防国吉敷郡嘉川に派遣した援軍によって地下人一揆は鎮圧された。
引き続き大友宗麟は周防国に潜伏する大内氏の遺臣と連絡を取ろうとして密使を周防国吉敷郡名田島に派遣したが、密使は就正らに捕らえられ、密使に宿所を貸した者も小野与次郎によって捕縛された。同年8月3日に毛利輝元はこれらの就正らの処置を称賛すると共に、密使を誅殺した。
また、毛利氏に滅ぼされた大内氏の残党である大内輝弘が同年10月に大友宗麟の支援を受けて周防国に侵攻した際（大内輝弘の乱）、輝弘の軍勢を撃退する武功を挙げるなど、毛利氏配下の勇将として活躍した。
元亀元年（1570年）5月24日、出雲国に出陣中の毛利輝元から尼子方水軍の逆襲について報じて援軍を要請された元就は少しずつ援軍を派遣することとして、同年5月28日に近臣の就正らに出雲出陣を命じた。その後、月山富田城の城番であった毛利元秋の補佐に就いており、天野隆重と共に元秋を補佐した。
天正9年（1581年）には、織田氏の中国侵攻への備えとして備中国に進出し、忍山城を守った。同年5月15日、毛利輝元から恩賞として周防国吉敷郡朝倉の内の15石、吉敷郡浄光寺の4石、長門国厚東郡の内の浄名寺の出米15石を与えられる。
同年9月29日に小早川隆景、福原貞俊・元俊父子、口羽春良の連名で南方家の知行地を書き並べた書状によると、就正が400貫、南方弥次郎（就正の嫡男・元俊か）が300貫、須子中務丞が30貫、竹屋平兵衛尉が25貫、大村四郎が20貫、河窪彦次郎が20貫、金子善三郎が25貫を知行し、合計820貫となっている。
天正11年（1583年）閏1月15日、毛利輝元は就正に伊予国への渡海を命じ、就正に合力米50俵を送るよう内藤元栄に命じている。
慶長9年（1604年）12月30日、毛利輝元から「壱岐守」の受領名を与えられる。
慶長10年（1605年）12月14日、同年の五郎太石事件の後に毛利氏家臣団や有力寺社の総勢820名が連署して毛利氏への忠誠や様々な取り決めを記した連署起請文において、131番目に「南方壹岐守」と署名している。
慶長14年（1609年）4月23日に死去。

## 逸話
- 兄の南方就由が過度に酒を嗜むようになった際に、就由に節酒するように伝えることを毛利元就から勧められる[17]。